# One Shot '80 Volume 12 (Movies)
One Shot '80 Volume 12 (Movies) è la dodicesima raccolta di canzoni degli anni '80, pubblicata in Italia dalla Universal su CD (catalogo 314 5 85075 2) e cassetta (314 5 85075 4) nel 2001, appartenente alla serie One Shot '80 della collana One Shot.

## Il disco
Raccolta monografica dedicata a brani di successo presenti in colonne sonore di film famosi. In qualche caso le canzoni hanno trascinato l'album contenente l'OST (Original o Official SoundTrack) a vendite superiori a quelle della stessa pellicola (primo ed eclatante esempio La febbre del sabato sera), mentre, normalmente, hanno contribuito al grande successo del film stesso.
Nel 2006, la stessa etichetta discografica Universal pubblica, sempre nella collana One Shot, la raccolta One Shot Cinema che amplia e completa la presente, riprendendone anche alcuni brani.

## Tracce
Il primo è l'anno di pubblicazione del film, il secondo è quello dell'album o del singolo dell'interprete esecutore; altrimenti coincidono. 
1. Harold Faltermeyer – Axel F (da Beverly Hills Cop) – 3:00 (musica: Harold Faltermeyer) – 1984, instrumental, single version
2. Irene Cara – Flashdance... What a Feeling (da Flashdance) – 3:53 (testo: Keith Forsey, Irene Cara – musica: Giorgio Moroder) – 1983
3. Giorgio Moroder – Together in Electric Dreams (feat. Philip Oakey) (da Electric Dreams) – 3:50 (testo: Philip Oakey – musica: Giorgio Moroder) – 1984
4. Kenny Loggins – Footloose (da Footloose) – 3:45 (Kenneth Loggins, Dean Pitchford) – 1984
5. Eurythmics – Sexcrime (Nineteen Eighty-Four) (da Orwell 1984) – 3:57 (Annie Lennox, David Stewart) – 1984
6. Limahl – The NeverEnding Story (da La storia infinita) – 3:30 (testo: Keith Forsey – musica: Giorgio Moroder) – 1984, single version
7. Wham! – Wham Rap! (Enjoy What You Do) (da Perfect) – 6:41 (George Michael, Andrew Ridgeley) – 1985, 1983 album version
8. Joe Cocker – You Can Leave Your Hat On (da 9 settimane e ½) – 4:13 (Randy Newman) – 1986
9. El Debarge – Who's Johnny (da Corto circuito) – 4:09 (Peter Wolf, Christina Wolf) – 1986
10. Huey Lewis and the News – Power of Love (da Ritorno al Futuro) – 3:52 (Huey Lewis, Christopher Hayes, John Colla) – 1985, single version
11. Bonnie Bianco, Pierre Cosso – Stay (da Cenerentola '80) – 3:51 (testo: Cesare De Natale – musica: Guido e Maurizio De Angelis) – 1984
12. B.B. King – Into the Night (da Tutto in una notte) – 4:10 (Ira Newborn) – 1985
13. Al Jarreau – L Is for Lover (da Yuppies 2) – 5:24 (David Gamson, Green Gartside) – 1986
14. Ollie & Jerry – Breakin'... There's No Stopping Us (da Breakdance) – 4:27 (Ollie Brown, Jerry Knight) – 1984, album version
15. Sheena Easton – For Your Eyes Only (da Agente 007 - Solo per i tuoi occhi) – 3:03 (testo: Michael Leeson – musica: Bill Conti) – 1981
16. Chic – Soup for One (da Soup for One) – 3:05 (Bernard Edwards, Nile Rodgers) – 1982, single version
17. Claudio Simonetti – College (da College) – 4:31 (testo: Herbie Goins – musica: Claudio Simonetti) – 1984, 1983
18. Joe Cocker, Jennifer Warnes – Up Where We Belong (da Ufficiale e gentiluomo) – 3:51 (testo: Will Jennings – musica: Jack Nitzsche, Buffy Sainte-Marie) – 1982, 1983